# إيفان نويل
إيفان نويل (بالإسبانية: Iván Noel)‏ هو ملحن وكاتب سيناريو ومنتج أفلام ومصور سينمائي ومونتير ومخرج ومخرج أرجنتيني، ولد في 1968 في بيروت في لبنان.

## وصلات خارجية
- إيفان نويل على موقع IMDb (الإنجليزية)
- إيفان نويل على موقع ألو سيني (الفرنسية)
- إيفان نويل على موقع أول موفي (الإنجليزية)
- إيفان نويل على موقع أول موفي (الإنجليزية)
- إيفان نويل على موقع قاعدة بيانات الفيلم (الإنجليزية)
- إيفان نويل على موقع كينوبويسك (الروسية)